# Raffaella Baracchi
Pour les articles homonymes, voir Baracchi.
Raffaella Baracchi née le 25 mars 1965 à Turin dans le Piémont, est une actrice et mannequin italienne, couronné miss Italie en 1983.

## Biographie
En 1983, Raffaella Baracchi est élue Miss Italie à Salsomaggiore Terme. Elle participe ensuite au concours de miss Univers 1984, avant de se tourner vers les métiers d'actrice et de mannequin, sans réel succès. Elle fut mariée à l'acteur italo-américain Domiziano Arcangeli (it) puis à l'acteur et metteur en scène Carmelo Bene jusqu'à sa mort.

## Filmographie

### Au cinéma
- 1986 : Il Tenente dei carabinieri de Maurizio Ponzi
- 1987 : Il volatore di aquiloni de Renato Pozzetto
- 1987 : Les Barbarians (The Barbarians) de Ruggero Deodato
- 1987 : Bellifreschi d'Enrico Oldoini
- 1988 : Rorret de Fulvio Wetzl
- 1988 : Le Tueur de la pleine lune (Un Delitto poco comune) de Ruggero Deodato
- 1988 : Snack Bar Budapest de Tinto Brass
- 1989 : Bangkok solo andata de Fabrizio Lori
- 1990 : Un Metro all'alba de Fabrizio Lori
- 2009 : House of Flesh Mannequins de Domiziano Cristopharo

### À la télévision
- 1990 : Donne armate de Sergio Corbucci

## Prix et distinctions
- Miss Italie 1983.